# Briante
Die Briante ist ein kleiner Fluss im südwestlichen Teil von Zentral-Frankreich, der im Département Orne der Region Normandie nördlich der Stadt Alençon verläuft.

## Geografie

### Verlauf
Die Briante entspringt im Staatsforst Forêt domaniale d’Écouves im südwestlichen Gemeindegebiet von Le Bouillon, entwässert generell in südlicher Richtung durch den Regionalen Naturpark Normandie-Maine und mündet nach rund 17 Kilometern im Stadtgebiet von Alençon als rechter Nebenfluss in die Sarthe. Im Unterlauf quert die Briante die Autobahn-ähnlich ausgebaute Nationalstraße N12, im Mündungsabschnitt verläuft sie im dicht verbauten Gebiet teilweise unterirdisch.

### Orte am Fluss
(Reihenfolge in Fließrichtung)
- La Tasse, Gemeinde Écouves
- Nécropole nationale des Gateys, Gemeinde Saint-Nicolas-des-Bois
- Colombiers
- Damigny
- Alençon

## Sehenswürdigkeiten
- Nekropole von Gateys, Soldatenfriedhof am Flussufer in der Gemeinde Saint-Nicolas-des-Bois. Er enthält die Gräber von 19 französischen Soldaten, die im 2. Weltkrieg während der Kämpfe um die Befreiung von Alençon und dem Département Orne gefallen sind.[4]